# Kim Perrot Sportsmanship Award
Il Kim Perrot Sportsmanship Award è un premio annuale conferito dalla WNBA alla giocatrice che "esemplifica gli ideali della sportività in campo: comportamento etico, correttezza e integrità".
- 1997 -  Zheng Haixia, Los Angeles Sparks
- 1998 - Suzie McConnell, Cleveland Rockers
- 1999 - Dawn Staley, Charlotte Sting
- 2000 - Suzie McConnell, Cleveland Rockers
- 2001 - Sue Wicks, New York Liberty
- 2002 - Jennifer Gillom, Phoenix Mercury
- 2003 - Edna Campbell, Sacramento Monarchs
- 2004 - Teresa Edwards, Minnesota Lynx
- 2005 - Taj McWilliams, Connecticut Sun
- 2006 - Dawn Staley, Houston Comets
- 2007 -  Tully Bevilaqua, Indiana Fever
- 2008 - Vickie Johnson, San Antonio Silver Stars
- 2009 - Kara Lawson, Sacramento Monarchs
- 2010 - Tamika Catchings, Indiana Fever
- 2011 - Sue Bird, Seattle Storm e Ruth Riley, San Antonio Silver Stars
- 2012 - Kara Lawson, Connecticut Sun
- 2013 - Swin Cash, Chicago Sky e Tamika Catchings, Indiana Fever
- 2014 -  Becky Hammon, San Antonio Stars
- 2015 - DeLisha Milton-Jones, Atlanta Dream
- 2016 - Tamika Catchings, Indiana Fever
- 2017 - Sue Bird, Seattle Storm
- 2018 - Sue Bird, Seattle Storm
- 2019 - Nneka Ogwumike, Los Angeles Sparks
- 2020 - Nneka Ogwumike, Los Angeles Sparks
- 2021 - Nneka Ogwumike, Los Angeles Sparks
- 2022 - Sylvia Fowles, Minnesota Lynx
- 2023 - Elizabeth Williams, Chicago Sky
- 2024 - Dearica Hamby, Los Angeles Sparks